# Lattes
Lattes is een gemeente in het Franse departement Hérault (regio Occitanie). De gemeente telde 17.592 inwoners op 1 januari 2022. De plaats maakt deel uit van het arrondissement Montpellier.

## Geschiedenis

### Galliërs
De plaats werd in de 6e eeuw v.Chr. gesticht onder invloed van Etrusken als Lattara. Deze Gallische havenstad in de rivierdelta van de Lez werd bewoond tot de 3e eeuw, en was achtereenvolgens onder invloed van Etrusken, Grieken en Romeinen.

### Ancien régime
Lattes fungeerde in de middeleeuwen als zeehaven van Montpellier. Maar door een gebrek aan onderhoud en de concurrentie van andere havens raakte de haven van Lattes in de 16e eeuw in verval. Tijdens de Hugenotenoorlogen werden bovendien de stadsmuren, de toren van het kasteel en de kerk vernield. Lattes hield op te bestaan als dorp en de gronden werden verdeeld over grote landeigenaren die plaatselijke landarbeiders tewerkstelden.

### Moderne tijd
In de jaren 1990 werd een jachthaven, Port Ariane, aangelegd.

## Geografie
De oppervlakte van Lattes bedroeg op 1 januari 2022 27,83 vierkante kilometer; de bevolkingsdichtheid was toen 632,1 inwoners per km².
De Lez stroomt door de gemeente en mondt via het Étang Préjean uit in de Middellandse Zee. Het centrum van Lattes ligt op de oostelijke oever van de Lez. Ten noordoosten daarvan ligt de woonkern Boirargues met daarrond verschillende bedrijventerreinen. In het westen van de gemeente ligt de woonkern Maurin.
De onderstaande kaart toont de ligging van Lattes met de belangrijkste infrastructuur en aangrenzende gemeenten.

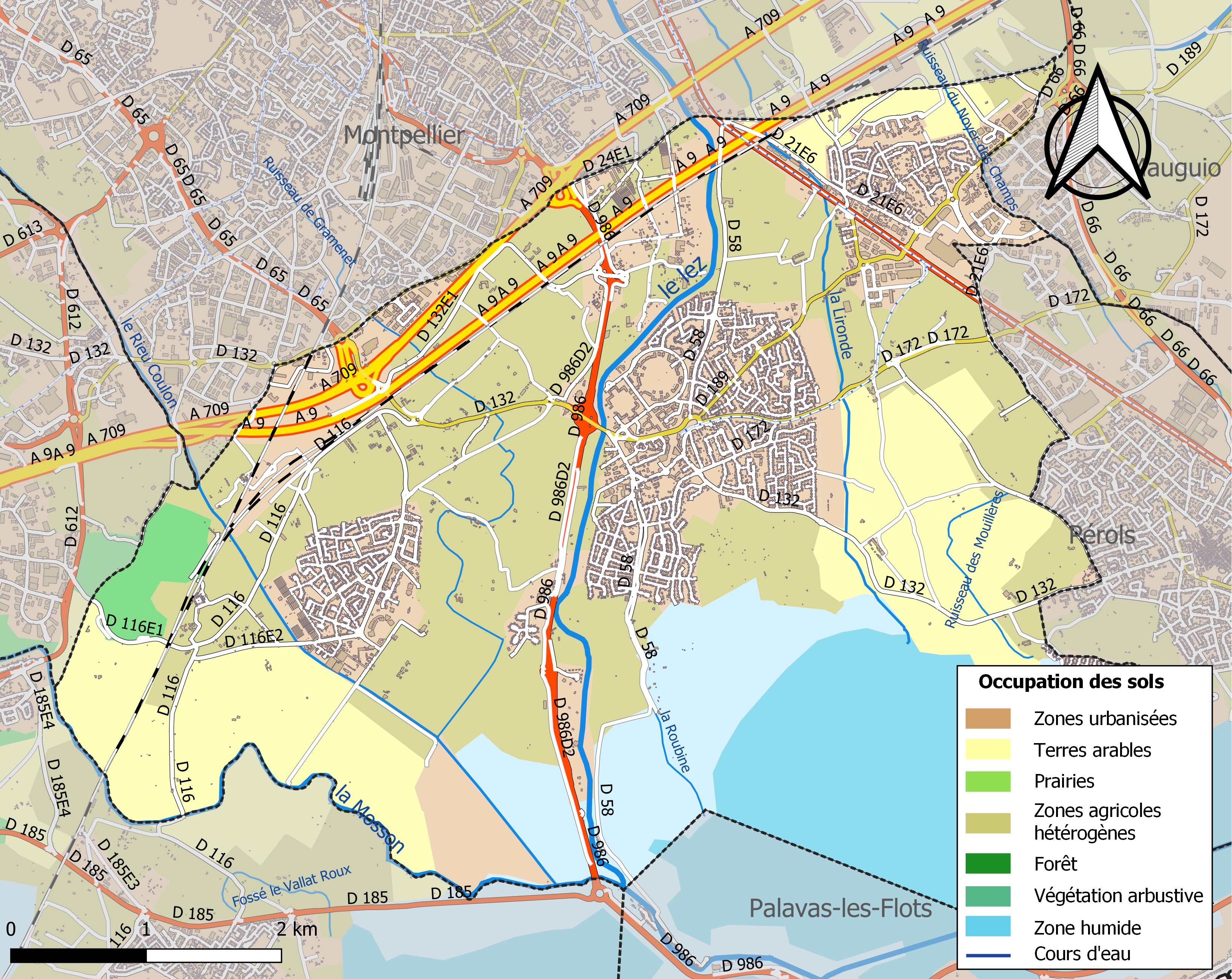

## Demografie
Onderstaande figuur toont het verloop van het inwonertal (bron: INSEE-tellingen).

## Verkeer en vervoer
De autosnelwegen A9 en A709 lopen door de gemeente.
De gemeente is aangesloten op de tram van Montpellier.

## Bezienswaardigheden

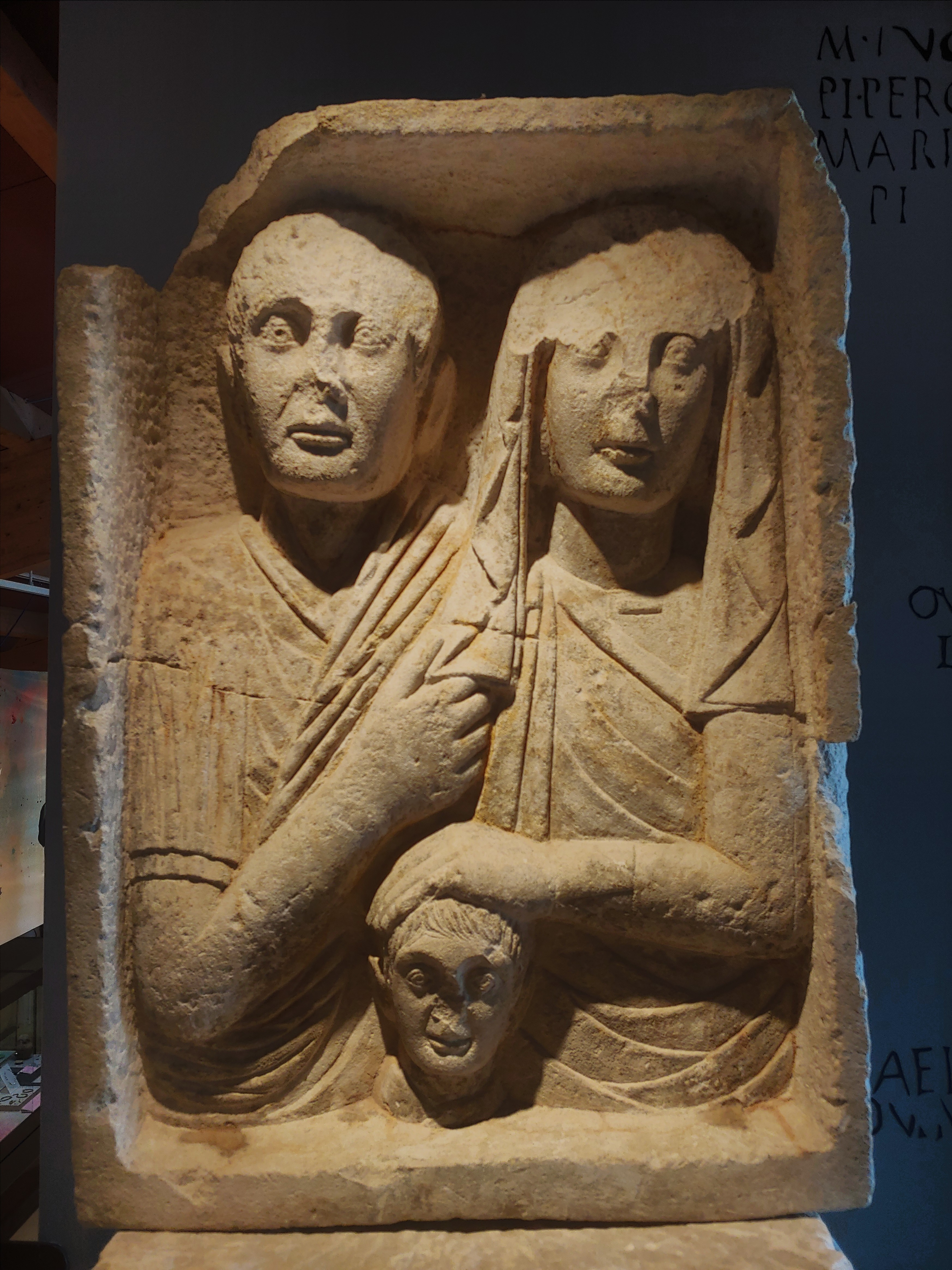
Antieke stèle in het Musée Henri Prades

Sinds 1962 worden archeologische opgravingen uitgevoerd in Lattes. De Site archéologique Lattara - Musée Henri Prades is een archeologische site van 280 ha en een archeologiemuseum dat erkend is als Musée de France.

## Sport
Basket Lattes Montpellier Méditerranée Métropole Association (BLMA de Lattes) is een professionele vrouwenbasketbalploeg.